# Síndrome del ojo de gato
El síndrome de ojo de gato (síndrome de Schmid-Fraccaro, Trisomía parcial del cromosoma 22 o síndrome coloboma-atresia anal) es una rara enfermedad humana que se produce por una anomalía cromosómica. Se incluye dentro de las aneuploidías, o enfermedades en las que está alterado el número de cromosomas. Se caracteriza por la existencia de 3 o 4 copias de un fragmento del cromosoma 22 (región 22q11.2). En una célula normal existen 2 copias de cada uno de los cromosomas, las enfermedades en las que un cromosoma está triplicado se llaman trisomías y cuando está cuadriplicado se denominan tetrasomías. El síndrome del ojo de gato puede corresponder a una trisomia o tetrasomía surgida espontáneamente.
En los pacientes afectados se presentan una serie de malformaciones que afectan a varios órganos y están presentes desde el momento del nacimiento. Entre ellas destaca la existencia de coloboma ocular de donde proviene el nombre de la afección, también atresia anal, malformaciones del corazón y los riñones, aspecto facial característico y retraso mental. Existe una gran variabilidad en las manifestaciones y la gravedad de las mismas. Sin embargo, no hay una reducción significativa en la esperanza de vida en pacientes que no padecen una de las anomalías potencialmente mortales de este síndrome.
Se produce un caso por cada 74.000 nacimientos, por lo que está considerada una enfermedad rara.

## Síntomas
- Coloboma de iris unilateral o bilateral (ausencia de tejido de la parte coloreada de los ojos).
- Depresiones / marcas preauriculares (pequeñas depresiones / crecimientos de piel en la parte externa de las orejas).
- Fisuras palpebrales inclinadas hacia abajo (aberturas entre los párpados superior e inferior).
- Paladar hendido.
- Problemas renales (riñones faltantes, extra o subdesarrollados).
- Baja estatura.
- Escoliosis / problemas esqueléticos.
- Defectos cardíacos (como TAPVR).
- Micrognatia (mandíbula  pequeña).
- Hernias.
- Atresia biliar.[7]
- Malformación de órganos.
- Discapacidad intelectual: muchos son intelectualmente normales; aproximadamente el 30% de los pacientes con CES tienen un desarrollo mental moderadamente deteriorado, aunque la discapacidad intelectual grave es rara.[8]